# Bee Gees World (EP2)

## Közreműködők
- Barry Gibb – ének, gitár
- Robin Gibb – ének
- Maurice Gibb – ének, gitár, zongora, basszusgitár
- Vince Melouney – gitár
- Colin Petersen – dob

## A lemez dalai
- World  (Barry, Robin és Maurice Gibb) (1967), mono 3:20,ének: Barry Gibb, Robin Gibb
- Sir Geoffrey Saved The World  (Barry, Robin és Maurice Gibb)  (1967), mono 2:10, ének: Robin Gibb, Barry Gibb
- Words  (Barry, Robin és Maurice Gibb) (1967), mono 3:13, ének: Barry Gibb
- Sinking Ships  (Barry, Robin és Maurice Gibb)  (1967), mono 2:21, ének: Robin Gibb, Barry Gibb, Maurice Gibb